# Basketball-Europameisterschaft 2025/Qualifikation
Die Qualifikation zur Basketball-Europameisterschaft 2025 der Herren startete bereits knapp vier Jahre vor der eigentlichen Endrunde mit der Vorqualifikation im November 2021 und endete im Februar 2025.

## Modus
- 1. Runde Vorqualifikation: Jene zehn Nationalmannschaften, die in der Vorqualifikation für die Weltmeisterschaft 2023 scheiterten bzw. an dieser gar nicht erst teilnahmen, wurden entsprechend einer Setzliste auf drei verschiedene Lostöpfe verteilt. Bei der Auslosung wurden die Mannschaften auf drei Gruppen verteilt, wobei in jede Gruppe mit zweimal drei und einmal vier Mannschaften genau eine Auswahl aus einem der verschiedenen Lostöpfe zugelost wurde. Die Mannschaften spielten ein Rundenturnier mit Hin- und Rückspiel aus, so dass jede Mannschaft vier bzw. sechs Gruppenspiele absolvierte. Die Gruppensieger sowie die beiden besten Gruppenzweiten qualifizierten sich für die zweite Runde der Vorqualifikation.
- 2. Runde Vorqualifikation: Zu den vier Qualifikanten aus der ersten Vorqualifikationsrunde stießen die acht Gruppenletzten aus der Ersten Runde der Qualifikation für die Weltmeisterschaft 2023. Diese insgesamt 12 Nationalmannschaften bildeten drei Gruppen zu je vier Teams, aus denen sich jeweils der Gruppensieger für die Qualifikations-Endrunde („Qualifiers“) qualifizierte.
- 3. Runde Vorqualifikation: Die dritte Vorqualifikationsrunde konnte als „Lucky-Loser-Runde“ bezeichnet werden, da alle in den vorherigen Runden gescheiterten Nationen hier in vier Dreiergruppen die Möglichkeit hatten, sich für die Qualifikations-Endrunde („Qualifiers“) zu qualifizieren.
- Qualifikations-Endrunde: An der finalen Qualifikationsphase nehmen 32 Nationalmannschaften teil. Zu den acht Gewinnern der Vorqualifikation gesellen sich die 24 Teilnehmer der Zweiten Runde der Qualifikation für die Weltmeisterschaft 2023, die in acht Vierergruppen die 24 Teilnehmer der Basketball-EM ermitteln. Die jeweils drei besten jeder Gruppe qualifizieren sich für das Turnier.

## Vorqualifikation

### 1. Runde
Die 1. Runde der Vorqualifikation wurde vom 25. November 2021 bis zum 3. Juli 2022 ausgetragen. Die drei Gruppenersten sowie die beiden besten Gruppenzweiten qualifizierten sich für die 2. Runde der Vorqualifikation.

#### Gruppe A
| Team          | Sp | S | N | P+  | P-  |
| ------------- | -- | - | - | --- | --- |
| 1. Österreich | 6  | 5 | 1 | 494 | 406 |
| 2. Schweiz    | 6  | 4 | 2 | 444 | 409 |
| 3. Irland     | 6  | 2 | 4 | 454 | 508 |
| 4. Zypern     | 6  | 1 | 5 | 388 | 457 |

#### Gruppe B
| Team         | Sp | S | N | P+  | P-  |
| ------------ | -- | - | - | --- | --- |
| 1. Rumänien  | 4  | 4 | 0 | 328 | 283 |
| 2. Luxemburg | 4  | 1 | 3 | 312 | 318 |
| 3. Albanien  | 4  | 1 | 3 | 313 | 352 |

#### Gruppe C
| Team        | Sp | S | N | P+  | P-  |
| ----------- | -- | - | - | --- | --- |
| 1. Dänemark | 4  | 3 | 1 | 326 | 279 |
| 2. Norwegen | 4  | 2 | 2 | 311 | 317 |
| 3. Kosovo   | 4  | 1 | 3 | 318 | 359 |

### Tabelle der Gruppenzweiten
Die beiden besten Gruppenzweiten erreichten die 2. Runde der Vorqualifikation, wobei die Resultate des Zweiten der Gruppe A gegen den Gruppenvierten nicht berücksichtigt wurden.
| Team         | Sp | S | N | P+  | P-  |
| ------------ | -- | - | - | --- | --- |
| 1. Schweiz   | 4  | 3 | 1 | 315 | 295 |
| 2. Norwegen  | 4  | 2 | 2 | 311 | 317 |
| 3. Luxemburg | 4  | 1 | 3 | 312 | 318 |

### 2. Runde
Die 2. Runde der Vorqualifikation wurde vom 25. August 2022 bis zum 26. Februar 2023 ausgetragen.
Zwölf Mannschaften wurden in drei Gruppen zu je vier Mannschaften gelost. Die Gruppensieger (Nordmazedonien, Polen und Portugal) zogen neben dem EM-Gastgeber Zypern in die eigentliche Qualifikations-Endrunde ein. Alle anderen Mannschaften mussten in die 3. Runde der Vorqualifikation.

### 3. Runde
Die 3. Runde der Vorqualifikation wurde vom 19. Juli bis zum 5. August 2023 ausgetragen.
Zwölf Mannschaften (vier ausgeschiedene Mannschaften der 1. Runde und acht ausgeschiedene Mannschaften der 2. Runde) wurden in vier Gruppen zu je drei Mannschaften gelost. Die Gruppensieger (Kroatien, Dänemark, Slowakei und Bulgarien) zogen in die Qualifikations-Endrunde ein.

## Qualifikations-Endrunde
Die Qualifikations-Endrunde wurde vom 22. Februar 2024 bis zum 24. Februar 2025 ausgetragen.
Die 32 Mannschaften wurden in acht Gruppen zu je vier Mannschaften gelost. Aus den vier Gruppen mit den EM-Gastgebern Finnland, Lettland, Polen und Zypern qualifizierten sich der Gastgeber und die beiden anderen bestplatzierten Mannschaften für die Europameisterschaft 2025. Aus den restlichen Gruppen qualifizierten sich die drei bestplatzierten Mannschaften.

### Gruppe A
| Team         | Sp | S | N | P+  | P-  |
| ------------ | -- | - | - | --- | --- |
| 1. Israel    | 6  | 5 | 1 | 493 | 458 |
| 2. Slowenien | 6  | 4 | 2 | 490 | 471 |
| 3. Portugal  | 6  | 2 | 4 | 451 | 478 |
| 4. Ukraine   | 6  | 1 | 5 | 457 | 484 |

### Gruppe B
| Team       | Sp | S | N | P+  | P-  |
| ---------- | -- | - | - | --- | --- |
| 1. Italien | 6  | 4 | 2 | 486 | 432 |
| 2. Island  | 6  | 3 | 3 | 458 | 468 |
| 3. Türkei  | 6  | 3 | 3 | 467 | 467 |
| 4. Ungarn  | 6  | 2 | 4 | 427 | 471 |

### Gruppe C
| Team        | Sp | S | N | P+  | P-  |
| ----------- | -- | - | - | --- | --- |
| 1. Lettland | 6  | 6 | 0 | 475 | 416 |
| 2. Spanien  | 6  | 3 | 3 | 413 | 415 |
| 3. Belgien  | 6  | 3 | 3 | 433 | 395 |
| 4. Slowakei | 6  | 0 | 6 | 386 | 481 |

### Gruppe D
| Team           | Sp | S | N | P+  | P-  |
| -------------- | -- | - | - | --- | --- |
| 1. Deutschland | 6  | 4 | 2 | 488 | 423 |
| 2. Montenegro  | 6  | 3 | 3 | 490 | 484 |
| 3. Schweden    | 6  | 3 | 3 | 451 | 481 |
| 4. Bulgarien   | 6  | 2 | 4 | 451 | 492 |

### Gruppe E
| Team                       | Sp | S | N | P+  | P-  |
| -------------------------- | -- | - | - | --- | --- |
| 1. Frankreich              | 6  | 6 | 0 | 466 | 408 |
| 2. Bosnien und Herzegowina | 6  | 3 | 3 | 531 | 457 |
| 3. Kroatien                | 6  | 3 | 3 | 516 | 472 |
| 4. Zypern                  | 6  | 0 | 6 | 387 | 563 |

### Gruppe F
| Team                      | Sp | S | N | P+  | P-  |
| ------------------------- | -- | - | - | --- | --- |
| 1. Griechenland           | 6  | 5 | 1 | 451 | 418 |
| 2. Vereinigtes Königreich | 6  | 4 | 2 | 489 | 477 |
| 3. Tschechien             | 6  | 2 | 4 | 484 | 494 |
| 4. Niederlande            | 6  | 1 | 5 | 439 | 474 |

### Gruppe G
| Team        | Sp | S | N | P+  | P-  |
| ----------- | -- | - | - | --- | --- |
| 1. Serbien  | 6  | 6 | 0 | 491 | 376 |
| 2. Georgien | 6  | 3 | 3 | 419 | 421 |
| 3. Finnland | 6  | 2 | 4 | 475 | 515 |
| 4. Dänemark | 6  | 1 | 5 | 400 | 473 |

### Gruppe H
| Team              | Sp | S | N | P+  | P-  |
| ----------------- | -- | - | - | --- | --- |
| 1. Litauen        | 6  | 5 | 1 | 482 | 391 |
| 2. Estland        | 6  | 4 | 2 | 466 | 441 |
| 3. Nordmazedonien | 6  | 2 | 4 | 457 | 479 |
| 4. Polen          | 6  | 1 | 5 | 423 | 517 |